# Egentliga hackspettar
Egentliga hackspettar (Picinae) är en underfamilj i familjen hackspettar. De förekommer i skogsbiotoper och flertalet arter lever i tropikerna men några arter förekommer så långt norrut som på tajgan. Till och med de nordligast häckande arterna är stannfåglar eller strykfåglar. De tillbringar största delen av sitt liv med att klättra uppför stammen av träd, främst i jakt på föda. Ofta flyger de bara från träd till träd. De börjar ofta födosöket långt nere på stammen och med raska hoppande språng klättrar de sedan antingen rakt uppför eller skruvar sig runt trädstammen, däremot aldrig med huvudet nedåt.
De egentliga hackspettarna har en mycket kantig och kilformig näbb och näsborrarna är täckta med borst. Fötterna är korta och yttre baktån är längst. Mellanfoten är beklädd med en enkel rad av stora plåtar eller sköldar. Färgen på deras fjäderdräkter är främst grönt, gult, svart och vitt i olika kombinationer och med inslag av rött. De har ett kort och skarpt läte, men deras främsta lockläte gör hanarna genom att trumma med näbben mot en stam, men ibland även konstruktioner skapade av människan. De ruggar bara en gång om året och hackar själva hålen för sina bon.

## Systematik
Underfamiljen Picinae kan delas in i fem tribi. Listan nedan med släkten följer International Ornithological Congress (IOC).
- Tribus Hemicircini
  - Hemicircus – två till tre hjärtspettar
- Tribus Campephilini
  - Blythipicus – två umbraspettar
  - Reinwardtipicus – orangeryggig sultanspett
  - Chrysocolaptes – åtta sultanspettar
  - Campephilus – elva till tolv jättespettar
- Tribus Picini
  - Micropternus – rostspett
  - Meiglyptes – tre till fyra arter
  - Gecinulus – två arter
  - Dinopium – fem till sex flamspettar
  - Chrysophlegma – tre till fyra grönspettar, tidigare i Picus
  - Picus – tolv till 15 gröngölingar
  - Geocolaptes – markspett
  - Campethera – tolv till 13 afrikanska arter
  - Hylatomus – tre till fyra amerikanska spillkråkor
  - Dryocopus – tre spillkråkor i Gamla världen
  - Mulleripicus – tre till fyra arter
  - Celeus – tolv till 15 kastanjespettar
  - Piculus – sju arter
  - Colaptes – tolv till 20 arter, varav en utdöd
- Tribus Melanerpini
  - Sphyrapicus – fyra savspettar
  - Xiphidiopicus – kubaspett
  - Melanerpes – 23–24 arter
  - Picoides – tre till fyra arter, inkluderar ibland Yungipicus
  - Yungipicus – sju asiatiska arter
  - Dendrocoptes – tre arter
  - Leiopicus – mahrattaspett
  - Chloropicus – tre afrikanska arter
  - Dendropicos – tolv till 13 afrikanska arter
  - Dendrocopos – tolv till 13 arter, inklusive Sapheopipo
  - Dryobates – fem till sex arter
  - Leuconotopicus – sex arter
  - Veniliornis – 15 arter